# Ołeksandr Serdiuk (łucznik)
Ołeksandr Ołeksijowycz Serdiuk (ukr. Олександр Олексійович Сердюк, ur. 3 lipca 1978 w Charkowie) – ukraiński łucznik sportowy. Brązowy medalista olimpijski z Aten.
Brał udział w dwóch igrzyskach olimpijskich (IO 04, IO 08). Po medal w 2004 sięgnął w konkurencji drużynowej. Reprezentację Ukrainy w łucznictwie tworzyli ponadto Wiktor Ruban i Dmytro Hraczow. W drużynie był czwarty na igrzyskach w Pekinie. Indywidualnie był trzeci na uniwersjadzie w 2003.